# Эвекта
Эвекта (от лат. eveho (evectum) — вывожу) — вывозная пошлина (таможенный налог), который взимался правительством Гетманщины за вывоз товаров в Российскую империю  во 2-й половине XVII—XVIII вв.
Существовал одновременно с индуктой — пошлиной, взимавшейся в России за ввозимые на Украину товары.
Практиковалось передача эвекты на откуп некоторым представителям местной украинской знати.
Отменен указом императрицы Елизаветы Петровны от 5 января 1754 о ликвидации таможенных границ на украинских землях, входивших в Российскую империю и внутренних таможенных сборов «для уравнения свободностию малороссийского народа с великороссийским».